# 지형은
지형은(池螢銀, Hyeong-Eun Chi,1959년 1월 20일- ) 대한민국의 신학자이자 목회자이다, 현재 성락성결교회 담임목사이다. 성락성결교회 한국기독교목회자협의회 대표회장,
기아대책 이사장, 기독교대한성결교회 제115년차 교단 총회장 역임하였고, 현재 한국기독교언론포럼 이사장, 한국기독교목회자협의회 대표회장을 맡고 있다.

## 학력
- 서울신학대학 졸업 (문학사 B.A.)
- 연세대학교 연합신학대학원 졸업 ( 신학석사 Th.M)
- 독일 보쿰대학교 Ruhr Universitaet Bochum (신학박사 Dr. Theol. 교회사 및 교리사 전공)

## 경력
- 기독교대한성결교회 성락성결교회 담임목사
- 한국기독교목회자협의회 대표회장
- 기독교대한성결교회 제115년차 교단 총회장 역임
- 기아대책 이사장
- (사)글로벌사랑나눔 명예이사장
- (사)한국기독교언론포럼 이사장
- 국회기도회 공동자문목사
- 묵상지 ‘보시니 참 좋았더라’ 발행편집인
- 한국실천신학연구소 공동대표
- 성동구교구협의회 대표회장
- 서울교시협의회 상임고문
- 실천신학대학원대학교 초빙교수
- 대관령 도암교회 담임목사 역임
- 대관령교회 선교목사 역임
- 독일 도르트문트 한인선교교회 담임목사 역임
- 서호교회 담임목사 역임
- 서울신학대학교 겸임교수 역임

## 박사논문
- Philipp Jakob Spener und seine Pia Desideria, Europaische Hochschulschlschriften Bd. 562, Peter Lang, Frankfurt a.M. ·Berlin·Bern·New York·Paris·Wien 1997.

## 저서및 논문
- 지형은,『갱신, 시대의 요청-경건주의 연구』(서울: 한들출판사, 2003).
- 지형은 외 공저,『기독교 영성의 역사』(서울: 은성출판사, 1997).
- 대한성서공회,『독일 슈트트가르트판 루터역 해설 성경』에서 구약의 하박국, 스바냐, 학개, 스가랴, 말라기, 에스겔 1-24장 해설 부분 번역(1997).
- 지형은 외 공역, 질 라이트, 버나드 맥긴, 존 마이엔도르프 편,『기독교 영성(II)』(서울:은성출판사, 1999).
- 논문 : “경건주의와 스페너의 『경건한 요청』”(I),(II)『기독교사상』(서울:기독교서회), 1986.1. 외 다수

## 같이 보기
- 한국의 목회자 목록
- 한국의 신학자 목록
- 한국기독교학술원